# Cuatro Santos Coronados (título cardenalicio)
El título cardenalicio de Cuatro Santos Coronados (en italiano: Santi Quattro Coronati) fue creado por el Papa Gregorio I en el año 600 al sustituir el anterior título Aemilianae, este título estaba relacionado con la Basílica de San Lorenzo extramuros.

## Titulares
- Fortunato (590-?)
- Giovanni (731- antes de 745)
- Teofano (745- antes de 761)
- Costantino (761- antes de 772)
- Ubaldo Cornelio (772- antes de 795)
- Leon IV, Orden de San Benito (844-847)
- Leone (853- antes de 882)
- Basilio (882)
- Esteban V (882 o 883-884)
- Teofilatto (964-?)
- Giovanni (992-?)
- Ermanno (o Erimanno) (1061-1088)
- Bobone (1099-1100)
- Agostino (1100-?)
- Bosone (circa 1117-?)
- Bendetto (1130-?), pseudocardenal del Antipapa Anacleto II
- Guillame Court (Guglielmo Curti), O.Cist. (1338-1350)
- Pierre Itier (1361-1364)
- Jean de Dormans (1368-1373)
- Hughes de Montelais (o Montrelaix) (1375-1379)
- Demeter (o Demetrius) (1379-1386)
- Bálint Alsáni (or Valentin d'Alsan) (1386-1408)
- Jean de Neufchatel (1383-1392), pseudocardenal del Antipapa Clemente VII
- Francesco Uguccione (1408-1412)
- Alonso Carrillo de Albornoz (1423-1434)
- Luis de Luxemburgo (1440-1442)
- Alfonso de Borja (1444-1455)
- Luis de Milá (1456-1508)
  - Vacante (1508-1513)
- Lorenzo Pucci (1513-1524)
- Vacante (1524-1531)
- Antonio Pucci (1531-1541)
- Roberto Pucci (1544-1547)
- Enrique I de Portugal (1547-1580)
  - Vacante (1580-1584)
- Giovanni Antonio Facchinetti (1584-1591)
- Giovanni Antonio Facchinetti de Nuce (1592-1602)
- Giovanni Garzia Millini (1608-1627)
- Girolamo Vidoni (1627-1632)
- Francesco Boncompagni (1634-1641)
- Cesare Facchinetti (1643-1671)
- Francesco Albizzi (1671-1680)
- Sebastiano Antonio Tanara (1696-1715)
- Giovanni Patrizi (1716-1727)
  - Vacante (1727-1731)
- Alessandro Aldobrandini (1731-1734)
- Joaquín Fernández Portocarrero (1743-1747)
- Giovanni Battista Mesmer (1747-1749)
  - Vacante (1749-1754)
- Carlo Francesco Durini (1754-1769)
  - Vacante (1769-1775)
- Cristoforo Migazzi (1775-1803)
  - Vacante (1803-1826)
- Ludovico Micara, O.F.M.Cap. (1826-1837)
- Giovanni Soglia Ceroni (1839-1856)
  - Vacante (1856-1863)
- Antonio Saverio De Luca (1863-1878)
- Americo Ferreira dos Santos Silva (1880-1899)
- Pietro Respighi (1899-1913)
- Giacomo della Chiesa, Benedicto XV (1914)
- Victoriano Guisasola y Menéndez (1914-1920)
- Karl Joseph Schulte (1921-1941)
- Norman Thomas Gilroy (1946-1977)
- Julijans Vaivods (1983-1990)
- Roger Michael Mahony (1991-)